# Centro Memoria (estación)
La estación Centro Memoria forma parte del sistema de transporte masivo de Bogotá, TransMilenio, inaugurado en el año 2000.

## Ubicación
Está ubicada en el centro de la ciudad, sobre la Avenida El Dorado entre carreras 19B y 23. Se accede a ella por medio de un cruce semaforizado ubicado sobre la Carrera 19B y por un puente peatonal ubicado sobre la Carrera 24 (costado norte); Carrera 25 (costado sur). 
Atiende la demanda de los barrios Santa Fe, Florida, La Estrella y alrededores.
En sus cercanías se encuentran el Cementerio Central, el Parque El Renacimiento, el Teatro Roberto Arias Pérez y el supermercado Colsubsidio Calle 26.

## Origen del nombre
La estación recibe su nombre del Centro de Memoria, Paz y Reconciliación, construido en un lote diagonal a la estación. Inicialmente se la llamó Parque Renacimiento.

## Historia
Esta estación hace parte de la Fase III de TransMilenio que empezó a construirse a finales de 2009 y, después de varias demoras relacionadas con casos de corrupción, fue entregada el 6 de agosto de 2012.
Durante el Paro nacional de 2019, la estación sufrió diversos ataques que afectaron de forma considerable las puertas de vidrio y demás infraestructura de la estación, razón por la cual no estuvo operativa por algunos días luego de lo ocurrido.
Durante el Paro nacional de 2021, la estación sufrió diversos ataques que afectaron de forma considerable las puertas de vidrio y demás infraestructura de la estación, razón por la cual se encontró inoperativa.

## Servicios de la estación

### Servicios troncales
| Tipo                                                                                    | Rutas al Oriente | Rutas al Occidente | Rutas al Norte | Rutas al Sur |
| --------------------------------------------------------------------------------------- | ---------------- | ------------------ | -------------- | ------------ |
| Ruta fácil                                                                              | 1                | 1 3                |                | 3            |
| Expresos lunes a sábado todo el día                                                     |                  | K10                |                | L10          |
| Expresos lunes a viernes hora pico de la mañana (temporal por cierre estación Calle 26) | J73              |                    |                |              |
| Expresos lunes a viernes hora pico de la tarde (temporal por cierre estación Calle 26)  |                  |                    | C73            |              |

### Esquema
| ← Occidente |         |         |             |
| Carrera 24  | C73K10  | 13      | Carrera 19B |
| Puente      | Vagón 2 | Vagón 1 |             |
| Carrera 24  | J73L10  | 13      | Carrera 19B |
| Oriente →   |         |         |             |

### Servicios urbanos
Así mismo funcionan las siguientes rutas urbanas del SITP en los costados externos a la estación, circulando por los carriles de tráfico mixto sobre la Avenida Eldorado, con posibilidad de trasbordo usando la tarjeta TuLlave:
| Código | Sector                    | Dirección            | Rutas    |
| ------ | ------------------------- | -------------------- | -------- |
| 791A00 | A Estación Centro Memoria | Av. Eldorado - KR 25 | A129 T40 |
| 796A00 | A Estación Centro Memoria | Av. Eldorado - KR 23 | C129     |

## Ubicación geográfica
| Noroeste: Teusaquillo      | Norte: D Polo - FINCOMERCIO | Nordeste: A Calle 26          |
| Oeste: K Concejo de Bogotá |                             | Este: J Universidades - CityU |
| Suroeste: Teusaquillo      | Sur: F De La Sabana         | Sureste: A Calle 22           |